# Inari (commune)
Pour les articles homonymes, voir Inari.
Inari (en same du Nord Anár, en same d'Inari Aanaar, en same skolt Aanar, en suédois Enare) est une municipalité de l'extrême nord de la Finlande, dans la région et province de la Laponie. Les frontières de la commune sont deux pays : la Russie et la Norvège ainsi que quatre communes : Sodankylä, Kittilä, Enontekiö et Utsjoki. C'est la commune la plus étendue de Finlande et deuxième d'Europe par la superficie. La municipalité a une taille comparable à des pays comme Israël, la Slovénie ou le Koweït et occupe environ 5 % de la superficie de la Finlande. Le Parlement sami de Finlande est situé dans la localité d'Inari.

## Géographie

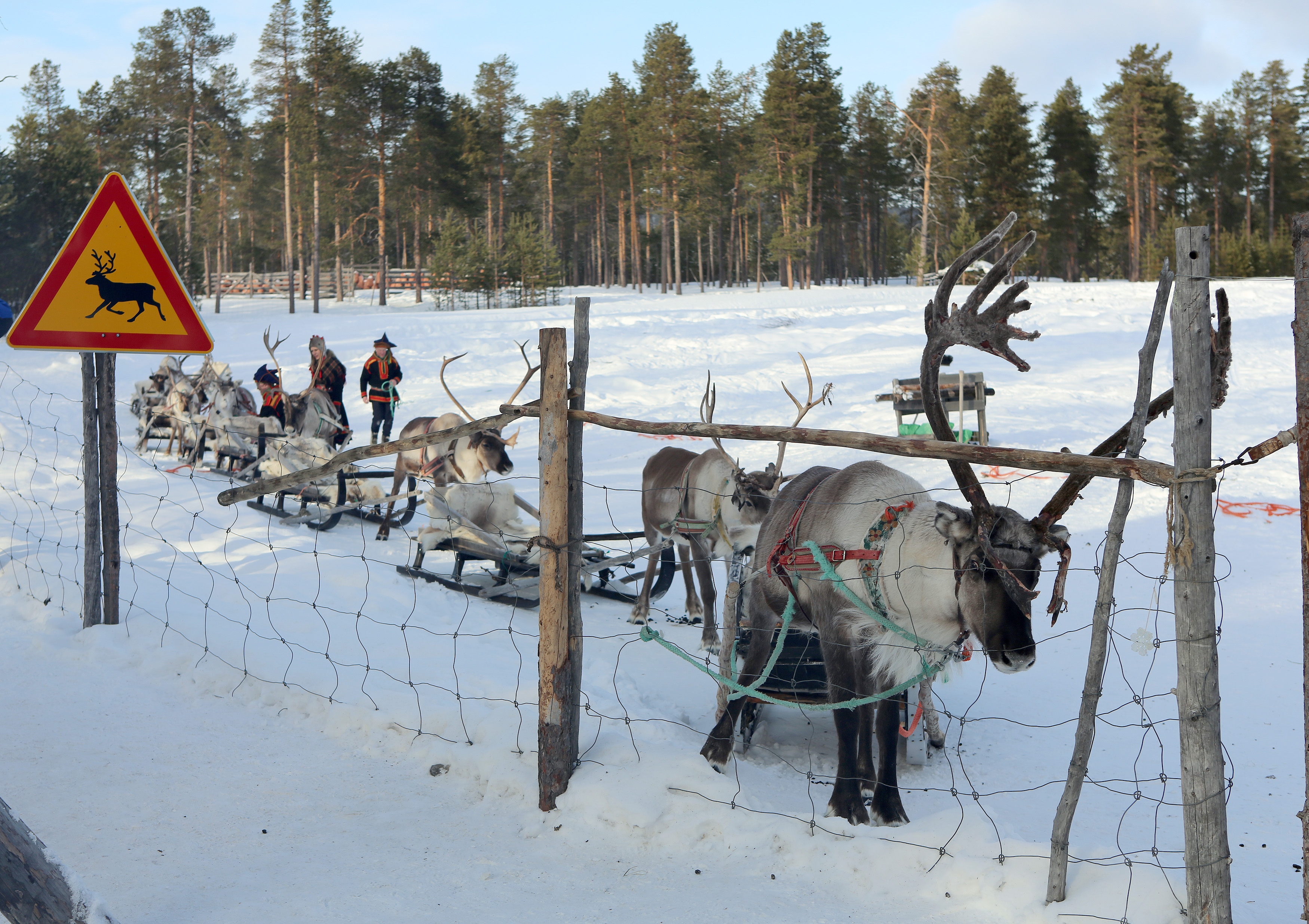
Rennes à Inari.

La commune est majoritairement formée de zones sauvages (Hammastunturi, Muotkatunturi, Paistunturi, Kaldoaivi et Tsarmitunturi). Elle inclut également une partie des grands parcs nationaux de Lemmenjoki et Urho Kaleva Kekkonen.
Le lac Inari, 3e lac de Finlande par sa superficie de 1 043 km2, se situe intégralement sur son territoire, alimenté par les rivières Ivalojoki et Lemmenjoki, et se vidant dans l'Océan Arctique par la Paatsjoki,.
Inari possède en tout 8033 lacs.
La municipalité a une frontière avec la Norvège (pas de poste frontière), une autre avec la Russie (poste de Raja-Jooseppi sur la route de Mourmansk), et est en plus bordée par les communes d'Utsjoki, Sodankylä, Kittilä et Enontekiö.
À la fin de la Seconde Guerre mondiale, le territoire de Jäniskoski–Niskakoski a été cédé à l'URSS, faisant perdre 176 km2 à Inari.

## Population
Située au Nord de la Laponie, elle compte encore une importante population Saami (Lapone), de 2 137 personnes en 2011.
Plus de 50 % de la population est concentrée à Ivalo (3 998 habitants), centre commercial de la commune. Inari kirkonkylä (Inari village) vient en second avec 1 128 habitants. Les autres villages de la municipalité sont Törmänen, Keväjärvi, Koppelo, Sevettijärvi-Näätämö, Saariselkä, Nellimö, Angeli, Kaamanen, Kuttura, Lisma, Partakko, Riutula.
Depuis 1980, la démographie d'Inari a évolué comme suit,:
| Année      | 1980  | 1985  | 1990  | 1995  | 2000  | 2005  |
| ---------- | ----- | ----- | ----- | ----- | ----- | ----- |
| population | 6 900 | 7 219 | 7 559 | 7 851 | 7 360 | 7 043 |

| Année      | 2010  | 2015  | 2020  |
| ---------- | ----- | ----- | ----- |
| population | 6 778 | 6 787 | 6 866 |

Depuis 1970 l'évolution a été la suivante :

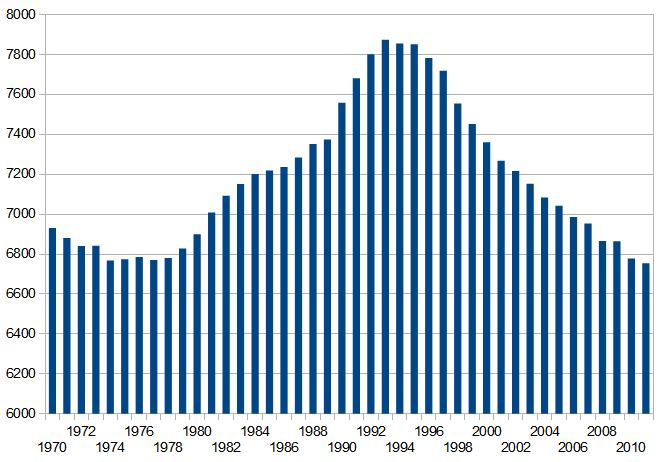
Évolution de la population d'Inari dans la période 1970-2011.

## Économie
L'économie repose historiquement sur les mines d'or bordant la rivière Lemmenjoki et l'élevage extensif des rennes, même si ces deux activités déclinantes laissent aujourd'hui une large place au tourisme, notamment autour de la station de ski de Saariselkä.
La structure économique de Inari montre une forte part du secteur des services: 79 % de la population active travaille dans le secteur tertiaire, 40 % dans le secteur public. 10 % de la population travaille dans l'agriculture et la foresterie.
Le secteur industriel compte 3 % des employés.
Les employeurs principaux d'Inari sont la municipalité d'Inari (406 employés en 2014), les gardes-frontières finlandais et l'Administration forestière d'État.

### Taux de chômage
L'évolution du taux de chômage est la suivante:
| Année   | 1997 | 1999 | 2001 | 2003 | 2005 | 2007 | 2009 | 2011 |
| Chômage | 28,4 | 24,1 | 21,3 | 18,9 | 17,8 | 12,7 | 14,5 | 13,5 |

| Année   | 2013 | 2015 | 2017 | 2019 |
| Chômage | 16,0 | 17,4 | 14,4 | 8,9  |

### Principales entreprises
En 2021, les principales entreprises de Rovaniemi par chiffre d'affaires sont :
| Société                                  | C.A.  |
| ---------------------------------------- | ----- |
| K-Market Saariselän Kuukkeli             | 23 M€ |
| Ellappi Oy Ivalo                         | 11 M€ |
| Test World Oy                            | 8 M€  |
| Tunturiverkko Oy                         | 7 M€  |
| Lapland Safaris Lapin Safarit Saariselkä | 6 M€  |
| Rakennusliike Holmberg Oy                | 6 M€  |
| Wilderness Safaris Saariselkä Oy         | 5 M€  |
| K-Market Näätämö                         | 5 M€  |
| Rakennusliike Rekonen Oy                 | 5 M€  |
| Inarin Vuokra-asunnot Oy                 | 3 M€  |

### Principaux employeurs
En 2021, les plus importants employeurs privés de Rovaniemi sont:
| Employeur                        | Employés |
| -------------------------------- | -------- |
| Ellappi Oy Ivalo                 | 71       |
| Inarin Kiinteistöt Oy            | 50       |
| Test World Oy                    | 42       |
| Rakennusliike Holmberg Oy        | 42       |
| Rakennusliike Rekonen Oy         | 34       |
| K-Market Saariselän Kuukkeli     | 32       |
| Wilderness Safaris Saariselkä Oy | 31       |
| Hotelli Ivalo                    | 26       |
| Visit Inari Oy                   | 24       |
| Ski Saariselkä                   | 16       |

## Politique et administration

### Conseil municipal
Le Conseil municipal de Inari est composé de 27 conseillers.
Après les élections municipales finlandaises de 2021, la répartition des sièges est la suivante de 2021 à 2025 :
| Parti                            | Parti                           | Voix   | Sièges |
| -------------------------------- | ------------------------------- | ------ | ------ |
|                                  | Parti du centre                 | 27,7 % | 8      |
|                                  | Parti social-démocrate          | 4,1 %  | 1      |
|                                  | Vrais Finlandais                | 9,9 %  | 3      |
|                                  | Parti de la coalition nationale | 12,8 % | 3      |
|                                  | Chrétiens-démocrates            | 2,2 %  | 1      |
|                                  | Ligue verte                     | 9,2 %  | 2      |
|                                  | Alliance de gauche              | 9,5 %  | 2      |
|                                  | Parti populaire suédois         | 24,6 % | 7      |
| Sources : tulospalvelu.vaalit.fi |                                 |        |        |

## Langues
Un nombre significatif de personnes âgées ont une langue same comme langue maternelle. En plus du finnois, le same du Nord (700 locuteurs), le same skolt (environ 300 à 400 locuteurs - langue des Samis évacués de la bande de Petsamo après la Guerre de Continuation, ceux-ci sont concentrés au village de Sevettijärvi) et le same d'Inari (parlé uniquement par environ 900 personnes dans le monde, presque toutes sur le territoire de la commune) sont les langues semi-officielles.
Inari est la seule municipalité de Finlande où il y a quatre langues d'usage officielles.

## Culte

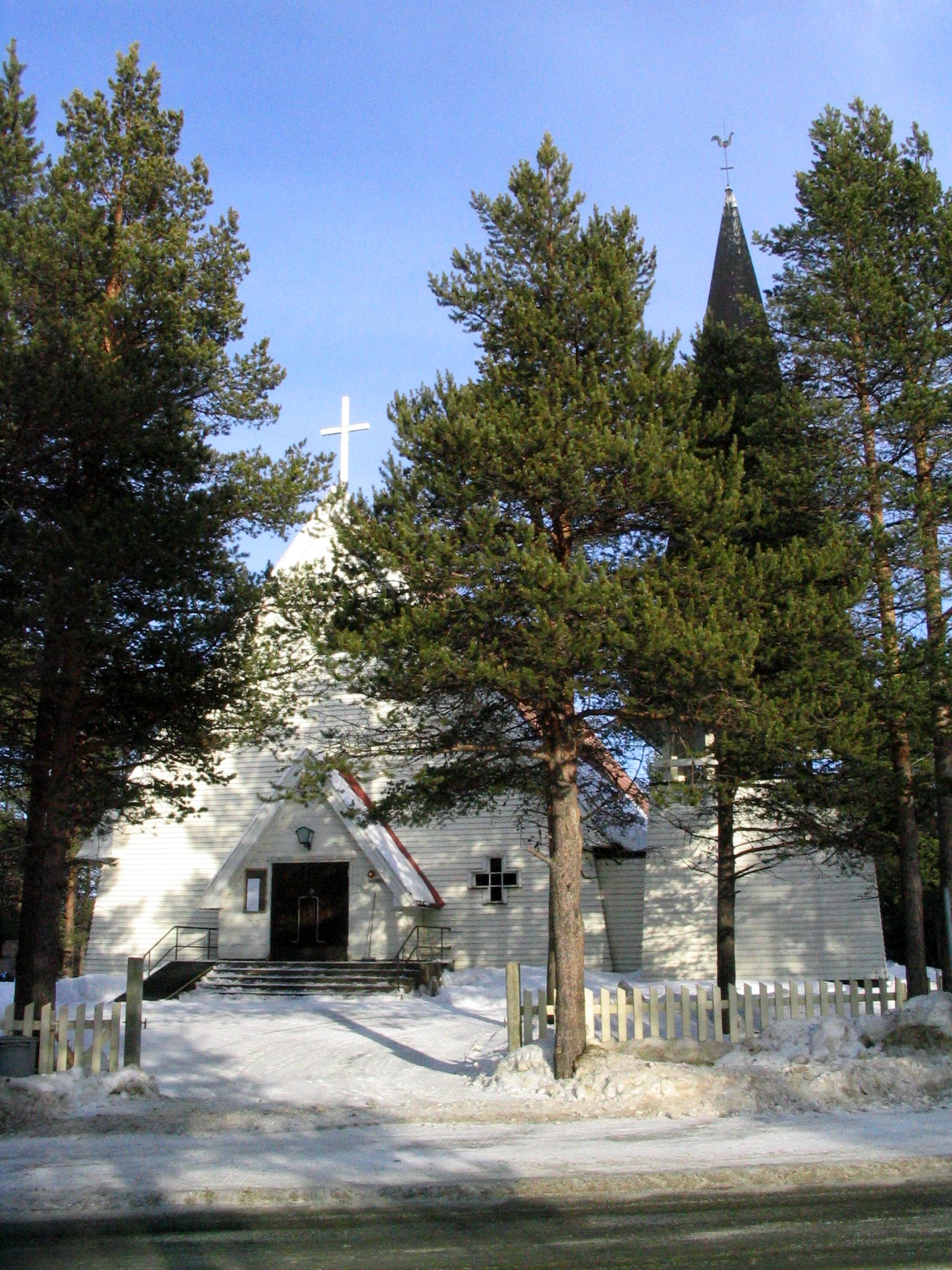
Église des Samis

Les principaux cultes d'Inari sont:
- église évangélique-luthérienne[10],
- Læstadianisme[11].
- Pentecôtisme[12].
- Témoins de Jéhovah
- Église orthodoxe[13] fréquentée par les skolts.

## Lieux et monuments
- Siida (en)
- Pielpajärvi (fi)
- Lemmenjoki
- Parc national Urho Kaleva Kekkonen
- Zone sauvage de Hammastunturi
- Kessi
- Ivalojoki
- Otsamotunturi
- Luttojoki
- Suolisvuono
- Ukonkivi
- Hautuumaasaari
- Siida (en), musée à Inari sur la culture saami et la nature de Laponie
- Église Sami (fi)
- Sovintovaara
- Petsamo-patsas
- Église d'Ivalo
- Lac Inari
- Parc national de Lemmenjoki

## Transport
La commune est accessible par la route nationale 4 (qui se confond ici avec la route européenne 75) et la route régionale 955.
Un aéroport est situé à Ivalo.

## Personnalités
- Amoc, artiste
- Dominick Arduin, aventurière
- Edorf, artiste
- Ezkimo, artiste
- Jaakko Gauriloff, chanteur
- Veikko Honkanen, acteur
- Anni-Kristiina Juuso, actrice
- Renne Korppila, journaliste
- Marja-Liisa Olthuis, linguiste
- Merja Aletta Ranttila, plasticienne
- Janne Seurujärvi,député
- V. E. Törmänen, auteur
- Kari Väänänen, acteur

## Jumelages
| Ville | Ville        | Pays | Pays    | Période     |
| ----- | ------------ | ---- | ------- | ----------- |
|       | Handan       |      | Chine   | depuis 2007 |
|       | Kola         |      | Russie  | depuis 1968 |
|       | Nesseby      |      | Norvège | depuis 2008 |
|       | Petsamo      |      | Russie  | depuis 1991 |
|       | Sør-Varanger |      | Norvège | depuis 2004 |

## Galerie

Le centre culturel Sámi (Sajos) et le parlement saami de Finlande à Inari.
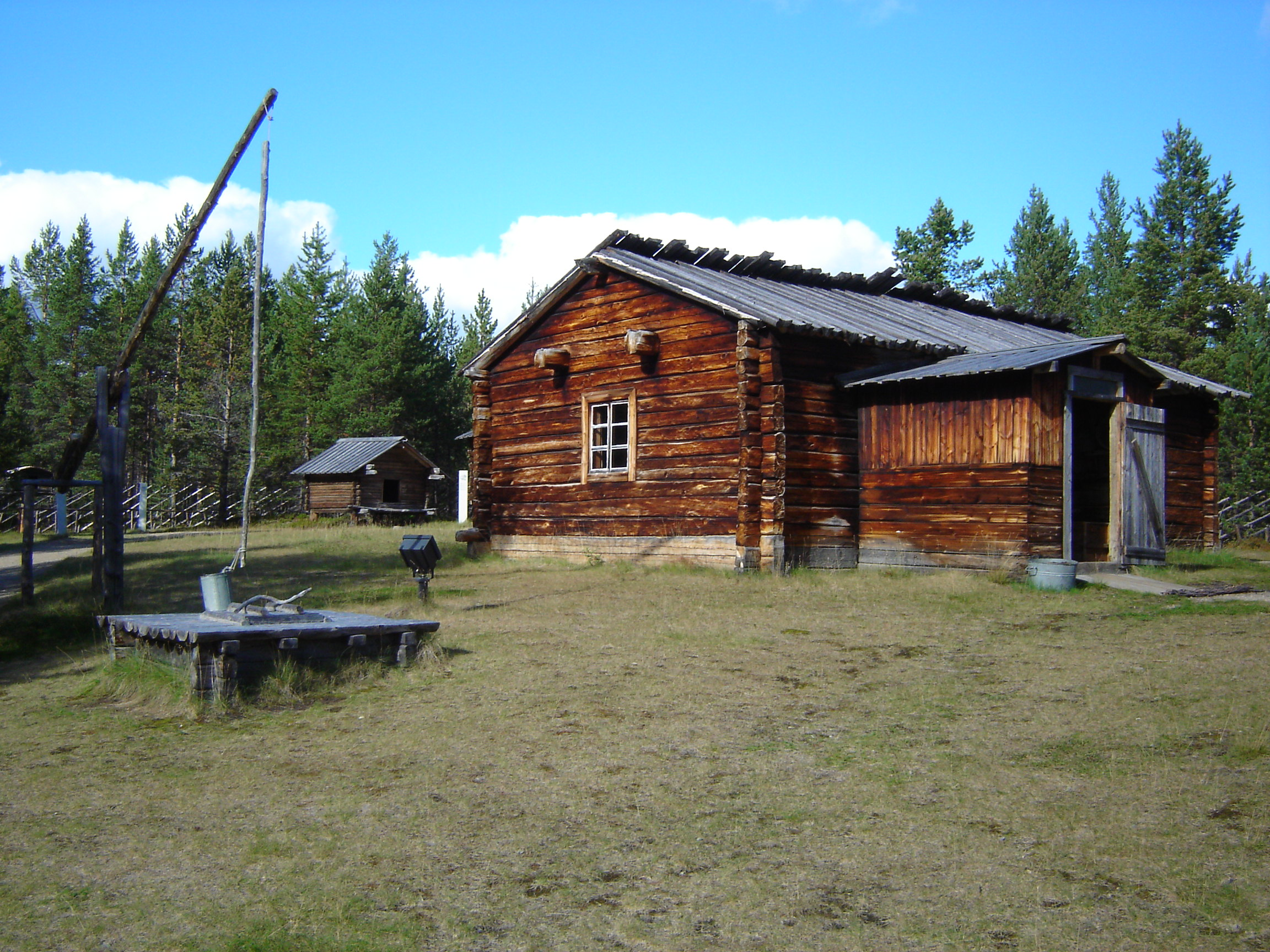
La partie en plein air du musée Siida.
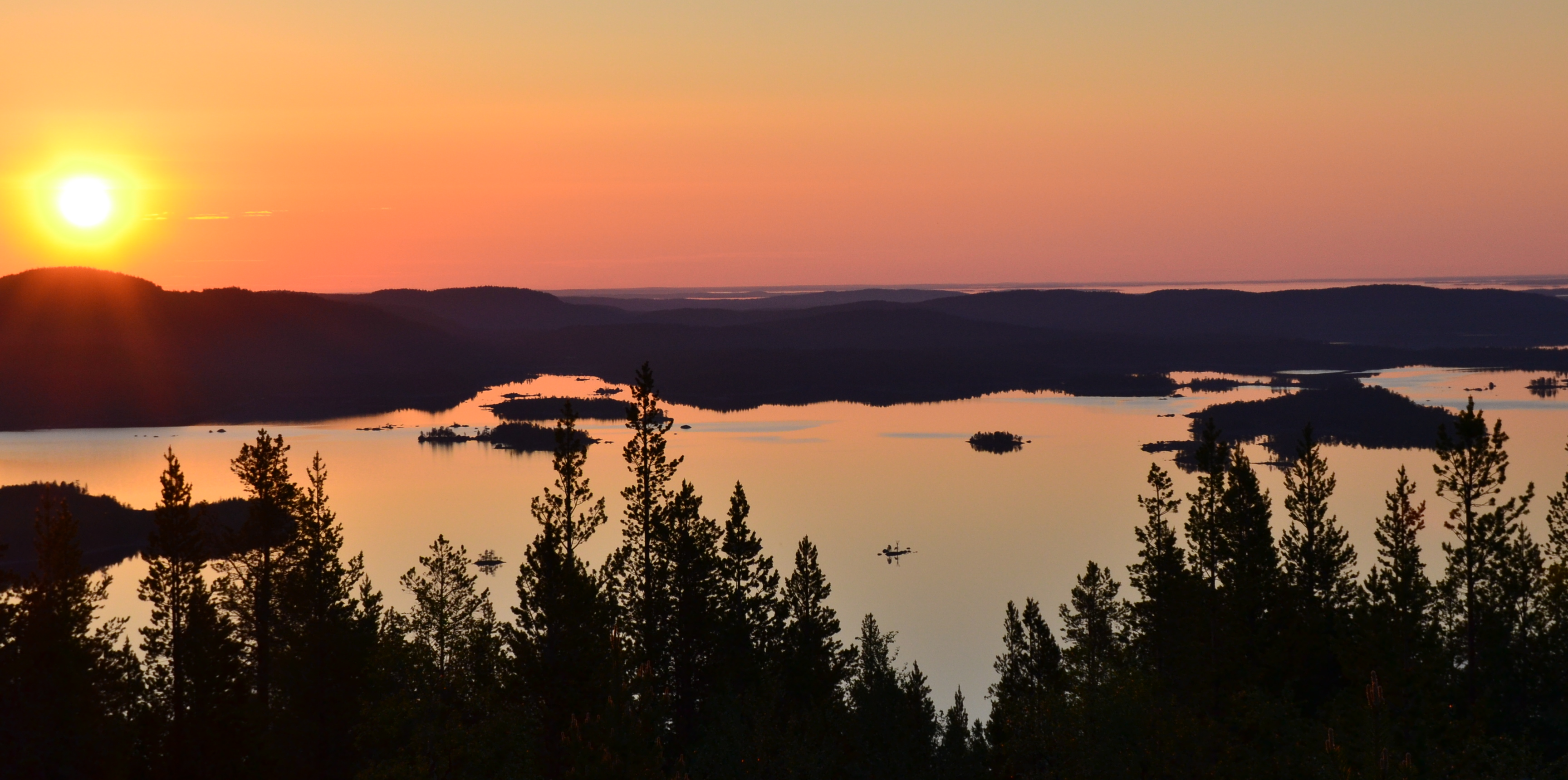
Le soleil de minuit.
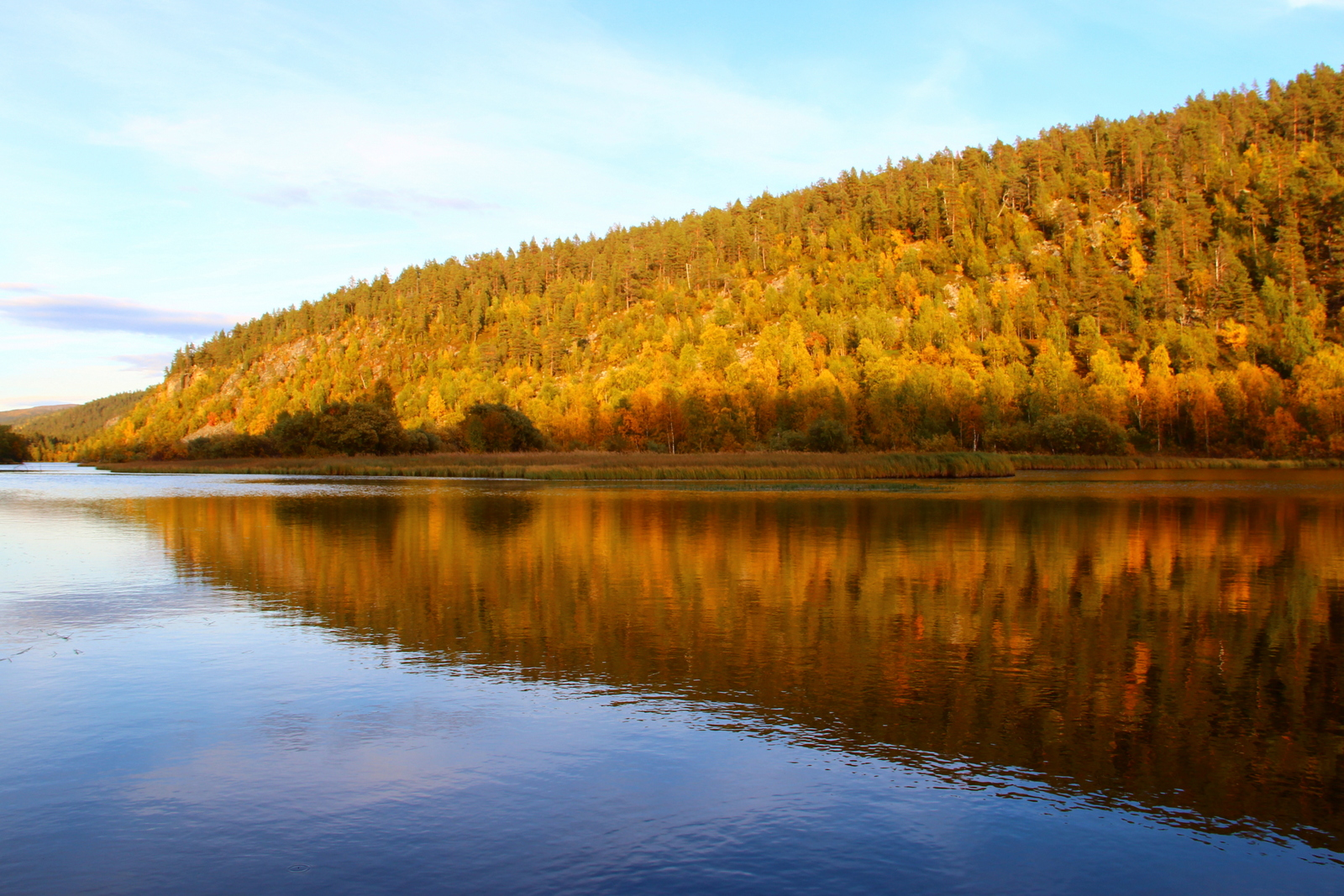
La Lemmenjoki dans le Parc national de Lemmenjoki
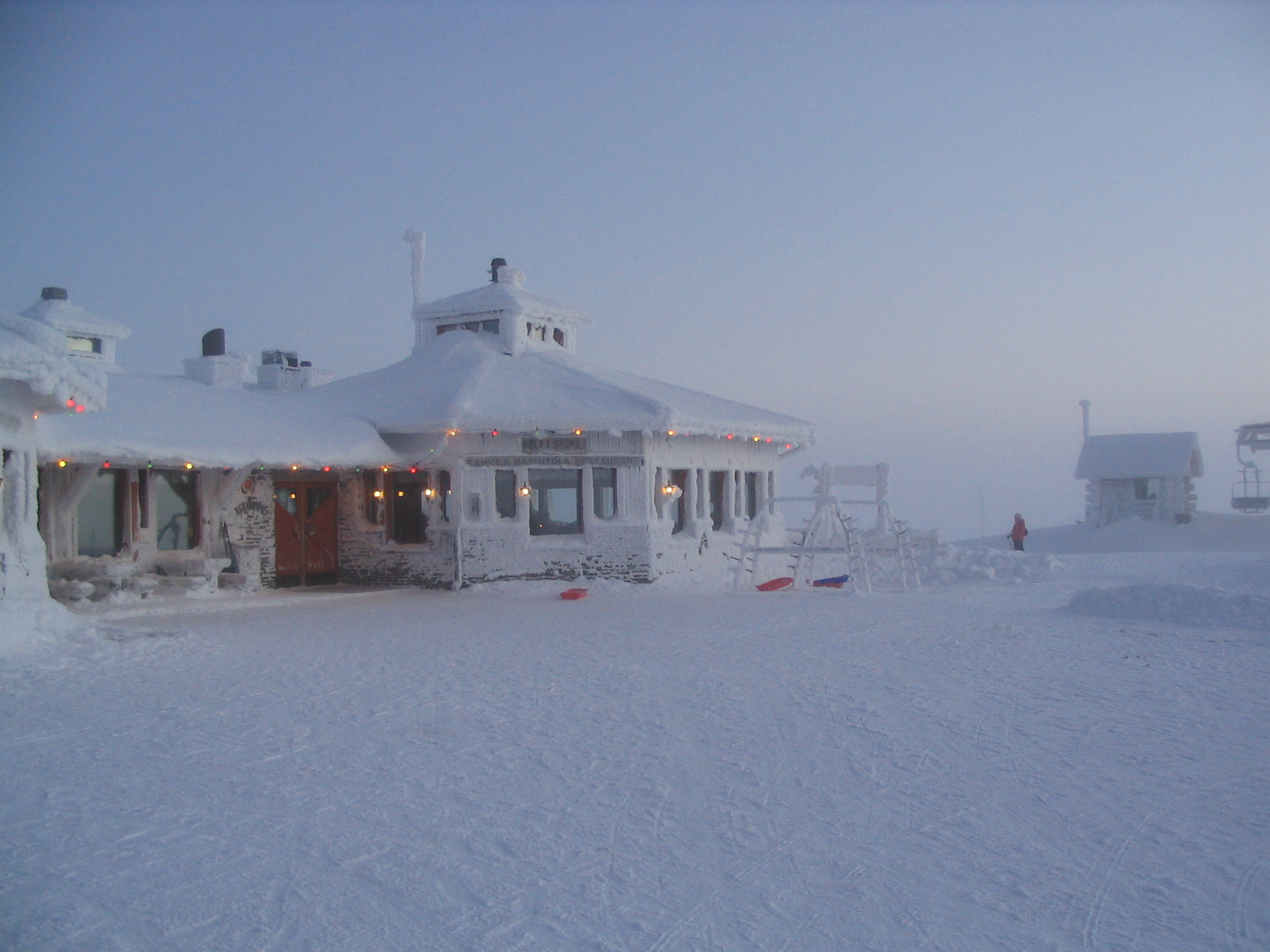
Le restaurant Huippu au sommet du mont Kaunispää.
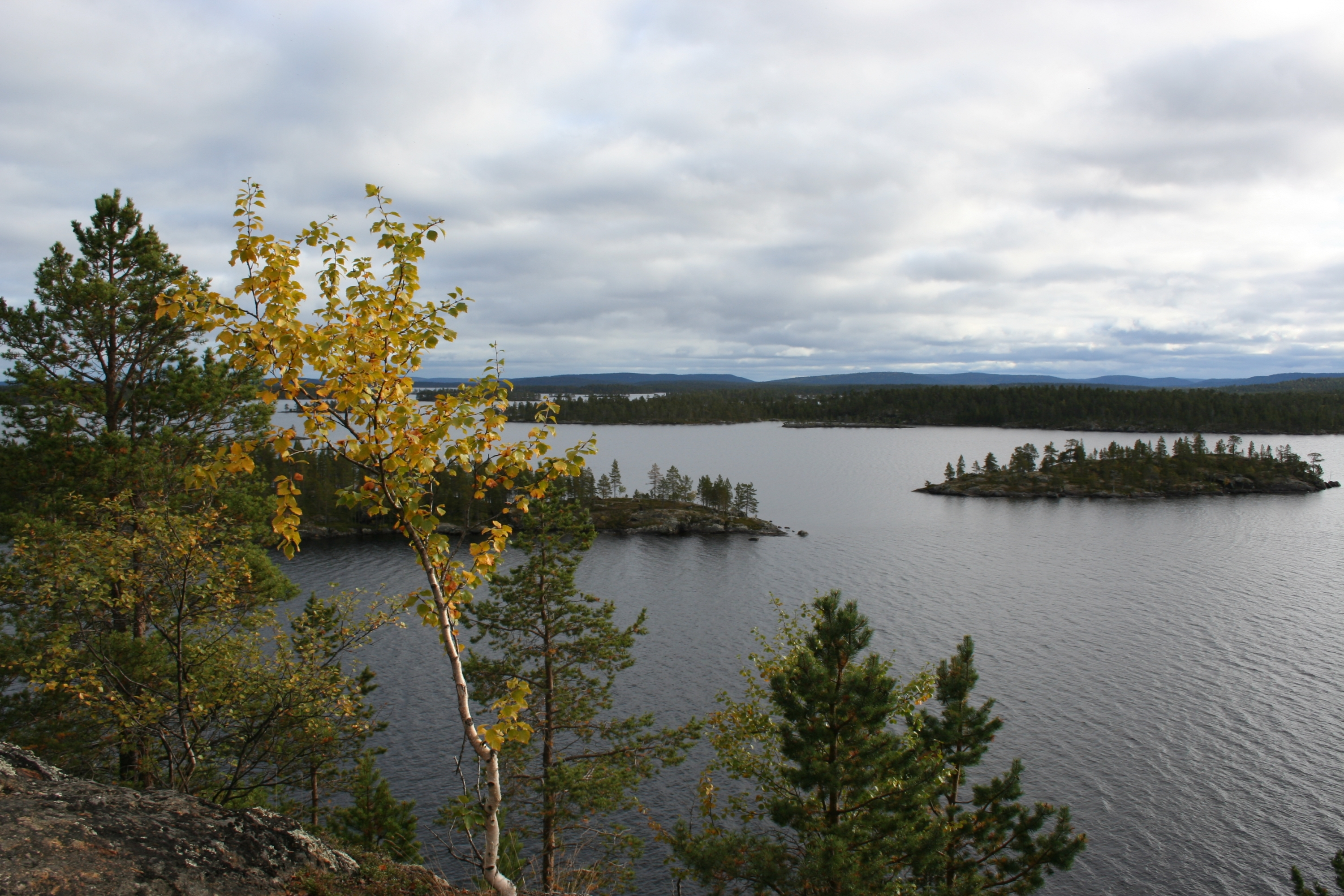
Le lac Inari.
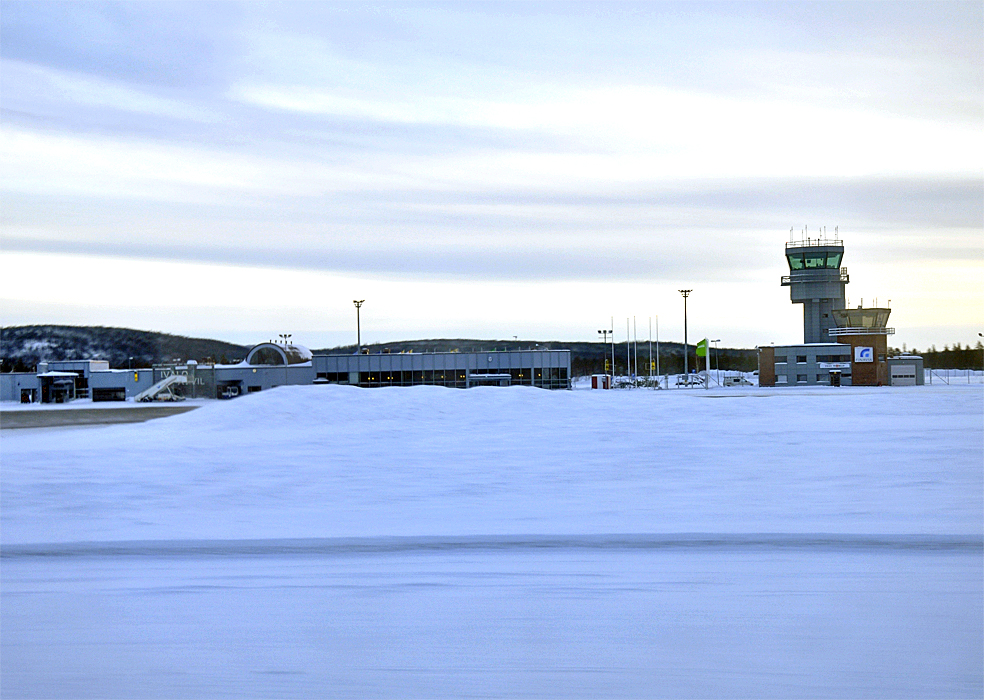
Aéroport d'Ivalo.
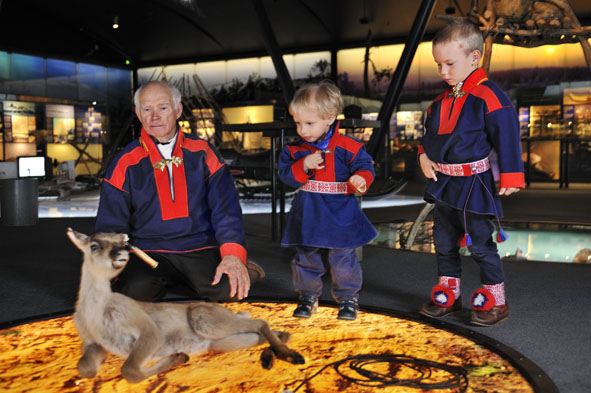
Le musée Sami Siida.